# El valle de las espadas
El valle de las espadas (en anglès The Castilian) és una pel·lícula independent coproducció hispano-estatunidenca de caràcter històric i biogràfic, rodada en 1963 en Eastmancolor, produïda per Sidney W. Pink, dirigida per Javier Setó, i protagonitzada per Cesar Romero, Frankie Avalon, Broderick Crawford, Alida Valli, Espartaco Santoni, Tere Velázquez, Fernando Rey, i Soledad Miranda. Fou distribuïda als Estats Units per Warner Bros. Pictures. Tots els exteriors de la pel·lícula foren rodats a Burgos i Peñafiel.
L'argument de la pel·lícula està basat en la llegenda de Ferran González, el primer comte independent de Castella, qui va viure i regnar a mitjans del segle X i va ser una figura històrica important en la Reconquesta.

## Argument
Don Sancho (Broderick Crawford) és un rei castellà despòtic del segle X que, aliat amb els moros invasors, va bandejar al noble castellà Ferran González (Espartaco Santoni). Amb l'ajut de la filla rebel de Don Sancho, Sancha (Tere Velázquez), Ferran González organitza un exèrcit i marxa contra els moros.

## Repartiment
- Cesar Romero - Jerónimo
- Frankie Avalon - Jerifán
- Broderick Crawford - Don Sancho
- Alida Valli - Reina Teresa
- Espartaco Santoni - Ferran González
- Tere Velázquez - Sancha
- Fernando Rey - Ramir II de Lleó
- Soledad Miranda - Maria Estevez

## Premis
Medalles del Cercle d'Escriptors Cinematogràfics
| Any  | Categoria     | Pel·lícula   | Resultat  |
| ---- | ------------- | ------------ | --------- |
| 1963 | Millor música | José Buenagu | Guanyador |

## Producció
La pel·lícula fou coneguda durant la seva producció com a The Valley of the Swords. Es creu que Linda Darnell havia de ser protagonista de la pel·lícula però finalment fou substituïda per Alida Valli.

## Adaptació al còmic
- Dell Movie Classic: The Castilian (January 1964)[5][6]